# Scrobitasta varians
Scrobitasta varians är en fjärilsart som beskrevs av Povolny 1985. Scrobitasta varians ingår i släktet Scrobitasta och familjen stävmalar. Inga underarter finns listade i Catalogue of Life.